# 梁振英家庭機場濫權風波

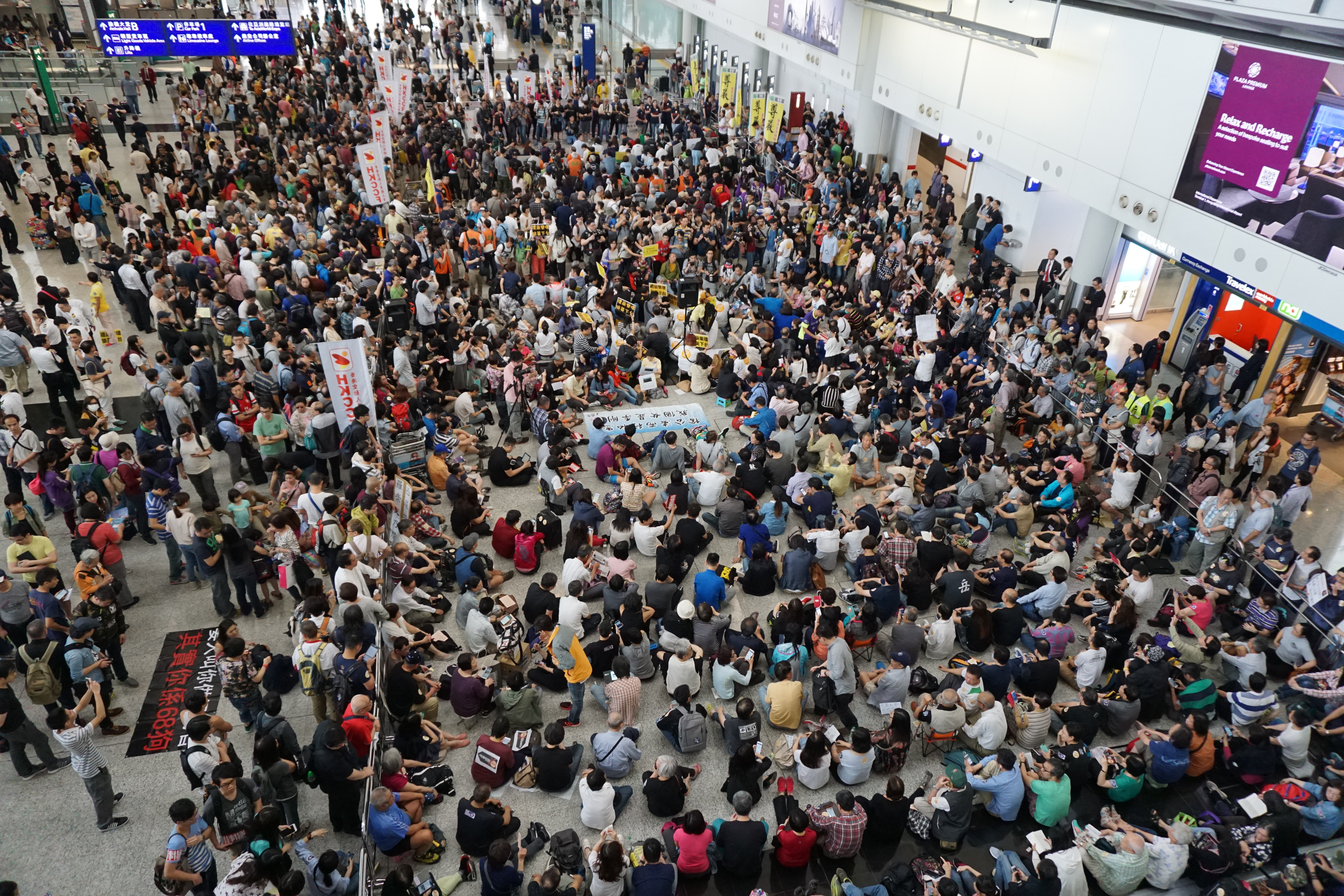
香港空勤人員總工會於2016年4月17日下午在香港國際機場舉行集會，抗議梁振英家庭於行李事件上使用特權，有約2500人參與

梁振英家庭機場濫權風波，或稱梁振英行李門事件，是一場於2016年4月在香港爆發的政治風波。行政長官梁振英的女兒梁頌昕準備登機前往美國三藩市，發現自己遺漏了行李在香港國際機場禁區外。其後發生的事件中梁振英被懷疑濫權，以自身身份向機場職員施壓讓其女兒不用按規定親身認領，而在機場禁區內取回。惟官方回應指沒違規，事件觸發航空界、機場地勤人員、以至市民不滿，也引來多名立法會議員抨擊，但有部分建制派人士表示做法沒不妥。

## 經過
3月28日凌晨，行政長官梁振英的女兒梁頌昕乘坐國泰航空CX872班機由香港飛往三藩市，梁頌昕發現自己不小心在機場進行安檢時遺漏了手提行李在禁區外，其後其母，特首夫人梁唐青儀要求航空公司職員將行李送到禁區內，但職員指根據機場保安規定，乘客必須親身到禁區外認領行李及重新辦理出境手續，惟梁太梁唐青儀不同意，並一度嘗試擅闖禁區，並在機場大鬧50分鐘。
梁頌昕其後致電父親特首梁振英求助，並把電話交給相關職員接聽，當國泰職員接聽電話向梁振英說：「梁生，你好！」，梁振英即以「叫我梁特首」向職員施壓，要求職員盡快協助其女兒取回行李。其間香港機場管理局派出一名高層到場了解，經多番商議後，最終沒有按照正規安檢程序處理，安排一名國泰職員將行李直送入禁區給梁頌昕，並向梁唐青儀重申今次是以「特事特辦」處理及說明正常的認領行李程序。而後來，有機場職員向《蘋果日報》爆料，繼而被解僱。

## 示威
2016年4月17日，香港空勤人員總工會因不滿民航處處長，處理茲次行李安檢之行為時卸責，態度含糊，漠視航空安全，包庇梁振英。後來於機場接機大堂發起集會，要求與民航處處長對話，以釐清旅客行李安檢正確程序。
於機場接機大堂舉行集會，警方指高峰期有1000人，而空總則指至少有2500人參加。有空中服務人員偕參與集會，空姐柳小姐及梅小姐表示，現身集會只求「有人為錯誤認錯」，不然預期會有「更多自以為有特權的人要求特事特辦」，對員工構成壓力，自己見到行李亦會提心吊膽。此外，接機大堂以上之6樓同7樓偕有眾多市民圍觀。

## 回應
- 由國泰航空、國泰港龍航空、英國航空及維珍航空員工組成的香港空勤人員總工會（HKCCF）兩度發表公開信，根據國際民航組織（ICAO）的指引，乘客必須自攜手提行李作登機前檢查，任何踐踏香港航空飛行安全都絕不妥協。
- 公民黨立法會議員譚文豪於4月8日晚上發起聯署投訴，要求國際民航組織（ICAO）、國際機場協會（ACI）及國際航空運輸協會（ITAT）徹查事件有否違反國際安全指引，截至4月9日晚上9時，已收集近1.7萬個聯署。[13]
- 民航處處長羅崇文稱，沒規定乘客與行李必須同行同檢，更稱過去不時有發生。言論引起香港空勤人員總工會強烈譴責。[14]
- 運輸及房屋局局長張炳良於4月13日表示，已要求香港機場管理局就事件提交報告，該局收到報告後會再作跟進。[15]
- 前保安局局長，行政會議成員葉劉淑儀表示，全球機場都有專為貴賓而設的特別服務，認為「特事特辦」由他人將行李送入禁區並無問題。[4]
- 民主黨立法會議員涂謹申表示，事件可信性高，事態嚴重，他認為梁振英有濫權之嫌，無視國際遵守的保安安排，應該道歉，又認為機管局亦應該交代事件。[5]
- 公民黨立法會議員郭家麒認為事件嚴重，影響香港機場的國際形象，已去信機管局行政總裁林天福要求公開交代事件。[5]

## 事後

### 立法會調查
立法會議員黃毓民引用權力及特權條例，要求調查行政長官梁振英及家人涉嫌違反機場安檢規定的事件，惟被內務委員會否決。

### 司法覆核
2016年6月，港龍機艙服務員羅美美不滿機管局容許此事有違旅客及行李需「同行同檢」的做法，提出司法覆核。申請人的代表律師早前表示，《香港航空保安計劃》原本規定，所有手提行李的檢查都要在旅客親自在場下進行，即不論是X光機的首輪安檢又或是人手覆檢，旅客和行李都需「同行同檢」，律師指兩輪安檢其實都必須同行同檢，否則安檢人員無法作出相應判斷。
但2018年6月開庭時，機管局一方律師才在庭上透露，機管局已於今年四月修例，令「同行同檢」要求只涵蓋第二檢（人手檢查）而非第一檢（X-光檢查），換言之，申請人一方要覆核的相關條文已不存在，要求法庭駁回案件。但法官周家明認為，如果因為保安局在事後更改有關條例而駁回申請，會對申請人十分不公平。法庭認為修改是針對本案而來，政府做法難免令人懷疑，政府與機管局和機場保安公司是站於同一陣線。政府一方亦向法庭申請禁止與訟雙方在陳詞期間披露涉及機場保安運作等資料，但有關申請人一方反駁，指資料不屬於機密，政府一方的申請亦有違公開審訊原則。法官周家明最後拒批該申請。
唯法官判辭中亦認同「同行同檢」的需要：「本身就是希望香港的安檢應是本人去安檢才能令流程更加流暢，更加有效率，更加安全。……這方面法院很認同空總一直秉持的觀點。」
2018年8月24日，高等法院裁定機艙服務員勝訴，並要求機管局支付訟費。